# Емамзаде-Дегчаль
Емамзаде-Дегчаль (перс. امامزاده دهچال) — село в Ірані, у дегестані Дегчаль, у Центральному бахші, шагрестані Хондаб остану Марказі. За даними перепису 2006 року, його населення становило 472 особи, що проживали у складі 117 сімей.

## Клімат
Середня річна температура становить 12,83 °C, середня максимальна – 31,88 °C, а середня мінімальна – -8,50 °C. Середня річна кількість опадів – 286 мм.
| Клімат поселення                              | Клімат поселення | Клімат поселення | Клімат поселення | Клімат поселення | Клімат поселення | Клімат поселення | Клімат поселення | Клімат поселення | Клімат поселення | Клімат поселення | Клімат поселення | Клімат поселення | Клімат поселення |
| Показник                                      | Січ.             | Лют.             | Бер.             | Квіт.            | Трав.            | Черв.            | Лип.             | Серп.            | Вер.             | Жовт.            | Лист.            | Груд.            |                  |
| Середній максимум, °C                         | 8,34             | 10,57            | 14,74            | 19,26            | 23,98            | 29,94            | 31,88            | 31,52            | 26,31            | 20,86            | 15,13            | 9,24             |                  |
| Середня температура, °C                       | −0,08            | 2,15             | 6,31             | 10,84            | 15,54            | 21,52            | 25,66            | 25,30            | 20,09            | 14,65            | 8,90             | 3,02             |                  |
| Середній мінімум, °C                          | −8,5             | −6,28            | −2,11            | 2,42             | 7,13             | 13,09            | 19,44            | 19,09            | 13,89            | 8,43             | 2,70             | −3,18            |                  |
| Норма опадів, мм                              | 45               | 35               | 48               | 39               | 36               | 8                | 0                | 1                | 1                | 7                | 25               | 41               |                  |
| Середньомісячна швидкість вітру, м/с          | 2.11             | 2.04             | 3.14             | 3.36             | 3.00             | 2.60             | 2.74             | 2.66             | 2.44             | 2.24             | 1.80             | 2.09             |                  |
| Середньомісячна сонячна радіація, кДж/м²·день | 8791             | 12152            | 14628            | 17981            | 22084            | 26874            | 25776            | 23916            | 20821            | 15269            | 10761            | 8712             |                  |
| --------------------------------------------- | ---------------- | ---------------- | ---------------- | ---------------- | ---------------- | ---------------- | ---------------- | ---------------- | ---------------- | ---------------- | ---------------- | ---------------- | ---------------- |
| Джерело:                                      |                  |                  |                  |                  |                  |                  |                  |                  |                  |                  |                  |                  |                  |